# 604 (álbum)
604 é o álbum de estreia do Ladytron, uma banda britânica de electropop/synthpop, lançado em 2001, pela Emperor Norton.
| Críticas profissionais                                                      | Críticas profissionais |
| Avaliações da crítica                                                       | Avaliações da crítica  |
| Fonte                                                                       | Avaliação              |
| --------------------------------------------------------------------------- | ---------------------- |
| allmusic                                                                    | [ 1 ]                  |
| Alternative Press                                                           | [ 2 ]                  |
| Muzik                                                                       | [ 3 ]                  |
| NME                                                                         | [ 4 ]                  |
| Pitchfork Media                                                             | (7.5/10)               |
| Rolling Stone                                                               | (favorável)            |
| Esta tabela precisa de ser acompanhada por texto em prosa. Consulte o guia. |                        |

## Faixas
1. "Mu-Tron" – 2:58
2. "Discotraxx" – 3:50
3. "Another Breakfast with You" – 3:03
4. "CSKA Sofia" – 2:22
5. "The Way That I Found You" – 3:29
6. "Paco!" – 3:00
7. "Commodore Rock" – 4:47
8. "Zmeyka" – 3:14
9. "Playgirl" – 3:49
10. "I'm with the Pilots" – 2:43
11. "This Is Our Sound" – 4:09
12. "He Took Her to a Movie" – 3:10
13. "Laughing Cavalier" – 1:08
14. "Ladybird" (Grimes, Ladytron) – 4:38
15. "Jet Age" – 3:10
16. "Skools Out…" – 4:06

### Faixas bónus (2004)
1. "USA vs. White Noise" (ao vivo em Sofia) – 4:05
2. "He Took Her to a Movie" (ao vivo em Sofia) – 5:15
3. "Commodore Rock" (ao vivo em Sofia) – 4:31
4. "Playgirl" (Snap Ant remix) – 6:13